# Distichophyllum undulatum
Distichophyllum undulatum är en bladmossart som beskrevs av Frans François Dozy, Molkenboer, Roelof Benjamin van den Bosch och Sande Lacoste 1862. Distichophyllum undulatum ingår i släktet Distichophyllum och familjen Hookeriaceae. Inga underarter finns listade i Catalogue of Life.